# シアテック
株式会社シアテック（Ciatec,Ltd、略称：CTL）は、愛媛県新居浜市に本社を置く建設コンサルタント会社。住友化学のグループ会社。

## 事業所
- 新居浜本社 - 愛媛県新居浜市新田町3丁目1-39 惣開ビル3F
- 三沢事業所 - 青森県三沢市大字三沢字淋代平
- 千葉事業所 - 千葉県市原市姉崎海岸5-1
- 大阪事業所 - 大阪府大阪市此花区春日出中3丁目1-98
- 大分事業所 - 大分県大分市大字鶴崎2200
- 松山営業所 - 愛媛県松山市井門町646番地4-402
- 宇和島営業所 - 愛媛県宇和島市大宮町3丁目4-5-206
- 高知営業所 - 高知県高知市みづき3-3313

## 沿革
- 1979年 - 「株式会社住化土建設計」設立。
- 1994年 - 「株式会社シアテック」に社名変更。